# Třída Zobel (typ 142)
Třída Zobel (typ 142) byla třída torpédových člunů postavených pro německé námořnictvo. Celkem bylo postaveno 10 jednotek této třídy. Německo plavidla vyřadilo v 80. letech 20. století. Šest jich bylo prodáno Turecku.

## Stavba
Třídu tvořilo celkem 10 člunů, postavených v letech 1961–1963 v loděnicích Lürssen (7 ks) a Kröger (3 ks). Čluny byly pojmenovány Zobel, Wiesel, Dachs, Hermelin, Nerz, Puma, Gepard, Hyane, Frettchen a Ozelot.

## Konstrukce
Třída je variantou torpédových člunů třídy Jaguar. Výzbroj člunů tvořily dva 40mm kanóny a čtyři 533mm torpédomety. Na konci 60. let původní torpédomety nahradily dva nového typu, ze kterých byla vypouštěna po kabelu řízená torpéda. Pohonný systém tvořily čtyři diesely Mercedes-Benz, pohánějící čtyři lodní šrouby. Nejvyšší rychlost dosahovala 43 uzlů.

## Zahraniční uživatelé
V roce 1984 získalo šest člunů této třídy turecké námořnictvo.